# 新発田の藁馬
新発田の藁馬（しばたのわらうま）は、郷土玩具の一種。材料は藁を基調に、鬣の部分に稲の若根を用いている。新発田市近郊の川東、加治、菅谷などで造られる。
新発田の藁馬は田圃の神が乗る馬であると言われており、毎年8月6日に、豊作祈願の為門口に吊るす風習がある。吊るした日の翌日には、川へ流すか、地域によっては柿の木に吊るされる。柿の木に吊るすことは「実が成る」ことを示し、やはり豊作への祈念を象徴する。